# Georg Esser

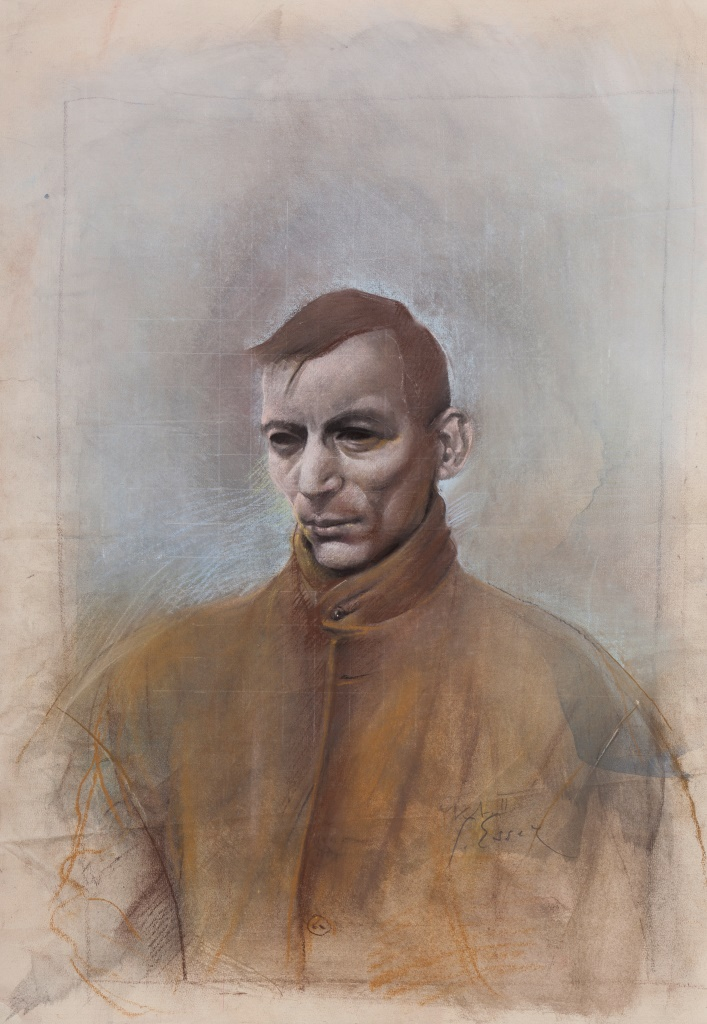
Georg Esser, Selbstbildnis 1998, Kreide 43 × 62 cm

Georg Esser (* 20. April 1928 in Wiesdorf; † 29. Juli 2020 in Köln) war ein Maler und Grafiker.

## Leben
Nach Maurerlehre und Arbeit auf dem Bau studierte Esser von 1948 bis 1952 an den Kölner Werkschulen in der Klasse des Grafikers Alfred Will. Seit 1963 wirkte er als freischaffender Künstler mit eigenem Atelier in Köln-Heimersdorf. Von 1965 bis 1967 absolvierte er das Kölner Werklehrerseminar und war von 1967 bis 1980 Kunsterzieher am Gymnasium Köln-Chorweiler.
Georg Esser arbeitete in expressiver, gegenständlicher Malerei vorwiegend in Alkyd-Ölfarbe oder Ölfarbe. Der Künstler beherrschte die im Mittelalter entwickelte Technik der Trennung von Form und Farbe und wendete sie auf moderne Malerei, Stillleben, und Porträts an. Darüber hinaus verwendete er häufig die Technik der Radierung, Alugraphie oder farbiger Kreidezeichnungen. Ein Werkverzeichnis (mit Ausnahme des Alterswerks ab ca. 2008) befindet sich in.

## Biographische Eckdaten
- 1928–1944: geboren als zweiter Sohn des Gewerkschafters Everhard Esser und seiner Frau Margarete, geb. Schneider. Besuch der Realschule Dagobertstraße in Köln. Beginn einer Maurerlehre 1944

- 1944–1948: mit 16 Jahren Flakhelfer, dann 1945 eingezogen zum Wehrdienst mit 17. Amerikanische Kriegsgefangenschaft in den Lagern von Sedan und Attichy. Nach Entlassung im Herbst 1945, Wiederaufnahme und Abschluss der Maurerlehre. Arbeit in einem Kölner Architekturbüro.

- 1948–1952: Studium an der Kölner Werkschule in der Graphikklasse von Alfred Will

- 1953–1967:Arbeit als freier Maler und Grafiker in Köln und Frankfurt. Intensive Ausstellungstätigkeit. Heirat 1955 mit Marianne Förster, fünf Kinde r, darunter Charlotte Esser.

- 1967–1980: nach Zusatzausbildung am Kölner Werklehrerseminar Anstellung als Kunstlehrer am Gymnasium Köln-Chorweiler; Weiterentwicklung des eigenen Malstiles, Auseinandersetzung mit der Naturform.

- 1980: Ausscheiden aus dem Schuldienst und Tätigkeit als freier Maler. Abhalten von Kunstkursen, u. a. im WDR und der Melanchthonakademie Köln.

## Ausstellungen
- 1950–1960: Teilnahme an Ausstellungen des Kölnischen Kunstvereins und an den jurierten Winterausstellungen der Große Kunstausstellung NRW Düsseldorf in Düsseldorf

- 2023: erste posthume Ausstellung in der romanischen Kapelle St. Maria Magdalena und Lazarus auf dem Melatenfriedhof in Köln. Gezeigt wurden Selbstporträts und Porträts aus den frühen Schaffensjahren bis zum Tod.[3]

- 2025: zweite posthume Ausstellung in der Kunsthalle Köln-Lindenthal. "Zeitspuren" Gruppenausstellung mit gegenständlicher Malerei von Absolventen und Professoren der Kölner Werkschulen.[4]